# Calicnemia porcata
Calicnemia porcata là loài chuồn chuồn trong họ Platycnemididae. Loài này được Yu & Bu mô tả khoa học đầu tiên năm 2008.